# کاپراکوتا
کاپراکوتا (به ایتالیایی: Capracotta) یک کومونه در ایتالیا است که در استان ایسرنیا واقع شده‌است.

## خصوصیات
کاپراکوتا ۴۲٫۳ کیلومترمربع مساحت و ۱٬۰۸۹ نفر جمعیت دارد و ۱٬۴۲۱ متر بالاتر از سطح دریا واقع شده‌است.